# 超越論哲学
超越論哲学（ちょうえつろんてつがく、独: Transzendentalphilosophie, 英: transcendental philosophy）とは、イマヌエル・カントを中心とし、フィヒテやフリードリヒ・シェリングなどにも見られる哲学に対する態度。超越論的哲学とも言われる。古くは、先験哲学、先験的哲学という用語が使われていたが、アプリオリ（a priori）の訳語で与えられる「先天的」という表現と紛らわしいため、現在では見られない。なお、Transzendentalに「超越論的」という訳語を最初に提案したのは、九鬼周造であるといわれている。なお、カントに限定していえば、批判哲学(kritische Philosophie)と指している内容はほぼ同じであると言って良い。
認識論的分類では、超越論的観念論（先験的観念論、超越論的主観主義、独: Transzendentaler Idealismus, 英: transcendental idealism）という括りに入れられたりもする。

## 概要
カントによれば、哲学とは「全ての哲学的認識のシステム」であり、超越論的とは、先天的とは異なり「如何にして我々は先天的認識が可能であるのかその可能性と根拠についての問う認識」のことであり、超越論哲学はまさにこうした根拠を問う哲学であると言っている。
ちなみに、「Transzendence＝超越」から派生した形容詞は、「Transzendental＝超越論的」と「Transzendent＝超越的」の二種類があり、混同しやすいが、意味合いは似て非なるものである。
超越論的な認識とは、われわれが一般に対象を認識する仕方に関する一切の認識を意味し、超越的原則とは、制限を踏み越えることを命じるような原則を意味する。
尚、同じ語源tresから派生し、ラテン語のtrans(越える)とpasser(通りすぎる)に分解できる英語にtrespass(侵犯する)がある。

## 用語解説・歴史的経緯
「超越論的」（独:Transzendental、英:transcendental）という語彙は、「超越的」（独:Transzendent、英:transcendent）との対で考えると、分かりやすくなる。
- 「超越的」（独:Transzendent、英:transcendent） - 「超越論的」（独:Transzendental、英:transcendental）

西洋の哲学史においては、古代ギリシャのピタゴラス教団・エレア派（総じて「イタリア学派」）・プラトン以来、本質存在・真実存在は、知覚・経験の対象とはならない、それらを超えたもの、すなわち「超越的」なものであるという考え方が、主流の一角を占めてきた。
（もちろん、「この世の摂理は人智を超える、神々のみぞ知る」といった発想自体は、（他の地域と同様に）哲学の登場以前、神話の時代から脈々と継承されてきた発想である。）
これらの哲学者達は、こうした知覚・経験を超えた「超越的」な真実在には、理性・論理・数学などによってのみ接近・到達できると考えていた。
こうした古代ギリシャ特有の「理性主義」「論理主義」的発想・作法は、キリスト教文化との混交・融合によって、中世の神学（スコラ学）へと受け継がれ、更には近代哲学の大陸合理論にも継承されるが、そもそも根拠となる「理性」自体の規定が曖昧なため、そこで生み出される認識内容は「独断論」のそしりを免れないものであった。また他方で、経験に依拠するイギリス経験論においては、端から経験を超えた「超越的」な真実在についての認識など期待できるはずもなく、ヒュームの懐疑論に至ってそれは決定的なものとなった。
こうした状況を目の当たりにしたカントは、「理性自体の吟味・批判」を通じて、「人間の適正な理性的認識は、どこまで可能なのか」「人間の理性は、経験を超えた（先験的な）「超越的」真実在（すなわち物自体）と、どのように関わるべきなのか、関わり得るのか」についての、境界策定・基準設定（メタ規定）を行うことで、「超越的」なものに対する考察・関与（すなわち形而上学）の余地を、適正な形で復興しようと試みた。これがカントの「批判哲学」であり、「超越論哲学」（先験哲学）である。
したがって、ここでいう「超越論的」（独:Transzendental、英:transcendental）哲学という表現は、
- 「経験を超えた（先験的な）「超越的」真実在（すなわち物自体）- にまつわる適正な理性関与 （- の境界策定・基準設定（メタ規定）） - についての、事前的な/先行的な/自覚的な」

哲学ということであり、「超越(についての)≪前提≫論的」「超越(についての)≪メタ≫論的」等とも言い換えることができる。

### 類似的用法
なお、こうした「XX的」と「XX論的」という語彙の使い分けは、例えば、マルティン・ハイデッガーの『存在と時間』等における、
- 「存在的」（独:Ontisch、英:ontic） - 「存在論的」（独:Ontologische、英:ontological）
- 「実存的」（独:Existenziell、英:existent） - 「実存論的」（独:Existenzial、英:existential）

のように、カントの後にも受け継がれた。